# (5667) Nakhimovskaya
(5667) Nakhimovskaya est un astéroïde de la ceinture principale.

## Description
(5667) Nakhimovskaya est un astéroïde de la ceinture principale. Il fut découvert le 16 août 1983 à Naoutchnyï par Tamara Smirnova. Il présente une orbite caractérisée par un demi-grand axe de 2,28 UA, une excentricité de 0,19 et une inclinaison de 4,1° par rapport à l'écliptique.

## Compléments